# کانتون آلفردو باکریسو مورئنو
کانتون آلفردو باکریسو مورئنو (به اسپانیایی: Alfredo Baquerizo Moreno Canton) یک منطقهٔ مسکونی در اکوادور است که در استان گوایاس واقع شده‌است.

## خصوصیات
کانتون آلفردو باکریسو مورئنو ۱۹٬۹۸۲ نفر جمعیت دارد.